# Кадошников, Андрей Фёдорович
Андрей Фёдорович Кадошников (15 (27) октября 1876, Оренбургская губерния — после 1930) — генерал-майор, командир 156-й и 77-й пехотных дивизий Императорской армии, обладатель ордена Святого Георгия (1917), начальник штаба 11-й армии РККА (1919), преподаватель Московской военно-геодезической школы (1930).

## Биография
Андрей Кадошников родился 15 (27) октября 1876 года в Оренбургской губернии в православной семье коллежского советника Оренбургского казачьего войска. Андрей получил образование в Оренбургском Неплюевском кадетском корпусе, после чего он 31 августа (12 сентября) 1894 года вступил в военную службу в Русской императорской армии. Затем, в 1897 году, он окончил Михайловское артиллерийское училище (по первому разряду).
Кадошников был выпущен из училища подпоручиком гвардии со старшинством с августа 1897 года: попал в Лейб-Гвардии 3-ю артиллерийскую бригаду. В 1901 году он стал поручиком, а в 1903 он окончил Николаевскую академию Генерального штаба (по первому разряду). Стал штабс-капитаном гвардии «с переименованием» в капитаны Генштаба (старшинство с мая 1903 года). Цензовое командование ротой Андрей Фёдорович отбывал в 184-м пехотном резервном Варшавском полку (1903—1904). С декабря 1904 года он был назначен старшим адъютантом штаба 10-й пехотной дивизии: пробыл в этой должности 4 месяца.
С апреля по август 1905 года Андрей Кадошников являлся обер-офицером для особых поручений при штабе Варшавского военного округа, затем он стал помощником старшего адъютанта штаба этого же округа: был на этом посту 4,5 года, до февраля 1910. В этот период он стал подполковником (со старшинством с декабря 1908 года). В 1910 году Кадошников был назначен старшим адъютантом штаба Варшавского округа — был утверждён в должности в апреле, пробыл на ней четыре года и пять месяцев. За это время успел получить звание полковника (со старшинством с марта 1912 года).
Андрей Фёдорович являлся участником Первой мировой войны. С конца августа 1914 года, в течение восьми месяцев, он был старшим адъютантом отделения генерал-квартирмейстера штаба 2-й армии — участвовал в походе в Восточную Пруссию (см. Восточно-Прусская операция). Затем он два месяца исполнял дела начальника штаба 8-й пехотной дивизии. С середины июля 1915 года Кадошников почти полтора года являлся командиром 10-го Туркестанского стрелкового полка — был награждён орденом Святого Георгия 4-й степени.
В декабре 1916 года Кадошников стал генерал-майором: был зачислен в резерв чинов при штабе Московского, а затем — Киевского военного округа. В начале 1917 года он стал начальником штаба 3-й пехотной дивизии, затем, в апреле, он получил под своё командование 156-ю пехотную дивизию: пробыл в этой должности всего два месяца. С конца сентября Андрей Фёдорович был назначен командующим 77-й пехотной дивизией.
В 1918 году Кадошников добровольно вступил в РККА. С 24 сентября 1918 года начальник Военно-Окружного Штаба при Московском Окружном Комиссариате. С апреля 1919 года начальник штаба 11-й армии (1919). С 1920 года он возглавил административное управление штаба Кавказского фронта. С 7 февраля 1921 года Андрей Кадошников был штатным руководителем практических занятий по администрации Академии РККА. В 1930 году он, предположительно, преподавал в Московской военно-геодезической школе.

## Награды
- Орден Святого Станислава 3 степени (1907)
- Орден Святой Анны 3 степени (1910) — мечи и бант (1916)
- Орден Святого Станислава 2 степени (1913)[1]
- Орден Святого Владимира 4 степени с мечами и бантом (1914)
- Орден Святого Владимира 3 степени с мечами (1915)
- Орден Святого Георгия 4 степени (1917): «за отличия командиром 10-го Туркестанского стрелкового полка» — за прорыв неприятельской позиции у Язловаца в мае 1916 года[2][6]

## Семья

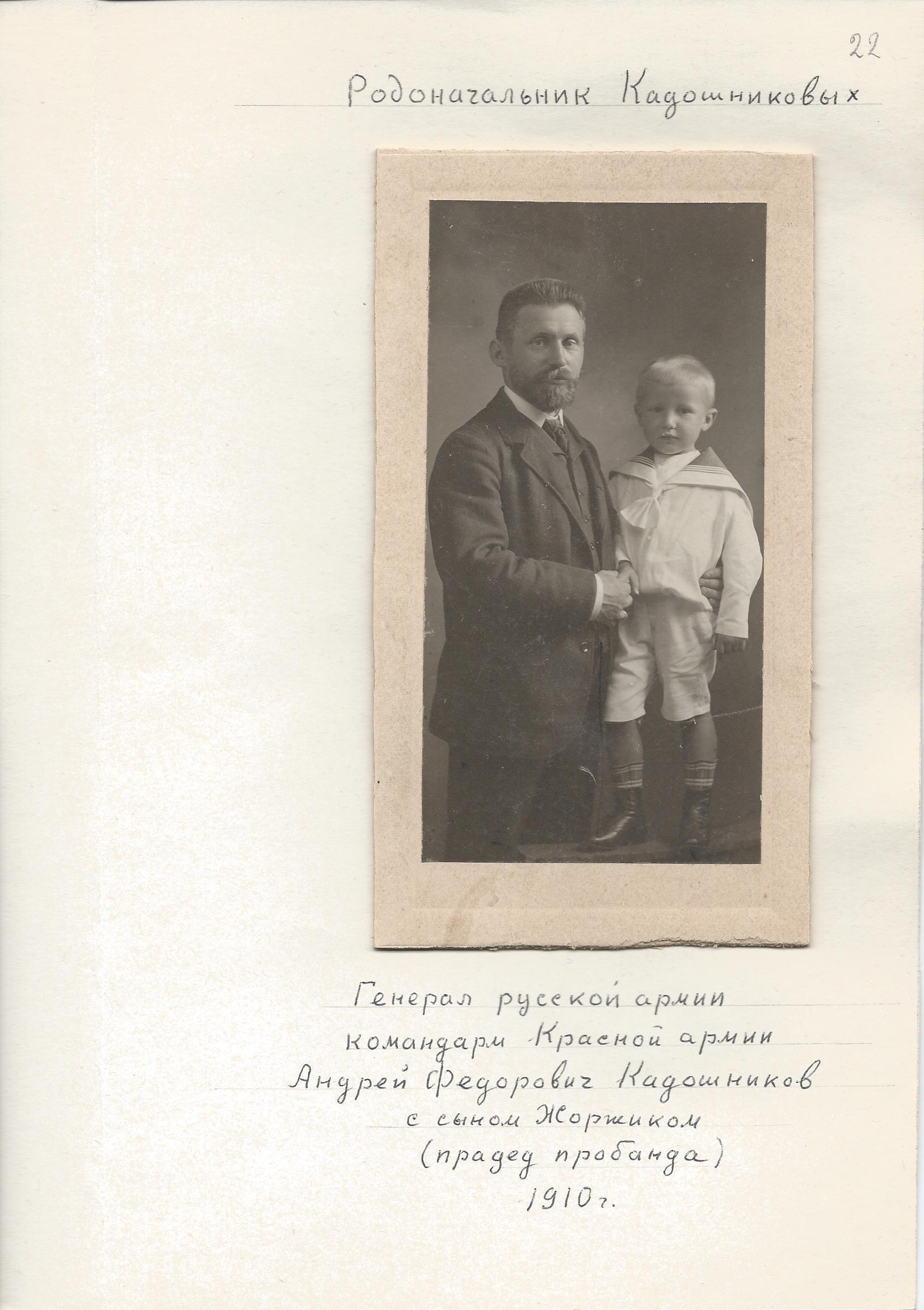
Портрет с сыном

По состоянию на 1914 год Андрей Кадошников был женат и имел двоих детей. Жена — Анна Константиновна Кадошникова.
Сын — Георгий Андреевич Кадошников (29.09.1902 — ?) — стал известным московским архитектором, самое значимое строительство.
Дочь  — Елизавета Андреевна Кадошникова (10.11.1907 — 22.10.1968) — окончила медицинский факультет МГУ, биолог.